# Oscar Lesage
Oscar Lesage est un acteur franco-britannique originaire d’Alsace, né le 23 octobre 1996 à Mulhouse

## Biographie

### Jeunesse
En 2013, il intègre le Cours Florent puis la Classe Libre. Il travaille avec des metteurs en scène et acteurs tels que Jean-Pierre Garnier, Philippe Calvario et Sébastien Pouderoux.

### Carrière
En 2022 on le retrouve également dans la série Marie-Antoinette produite par Canal+ et Bardot, une série produite par France Télévisions.
En 2023 il joue dans la série The Crown pour Netflix et dans la série Mister Spade en 2024,.
En 2024, il joue dans le film Le Comte de Monte-Cristo.

## Filmographie

### Cinéma

#### Longs métrages
- 2018 : Atomic Ed de Nicolas Hugon : Ed
- 2022 : Les Amandiers de Valeria Bruni Tedeschi : Stéphane
- 2022 : Les Liaisons dangereuses de Rachel Suissa : Oscar
- 2024 : Le Comte de Monte-Cristo d'Alexandre de La Patellière et Matthieu Delaporte : petit-fils de l'armateur
- 2024 : The Substance de Coralie Fargeat : Troy
- 2025 : Le Choix du pianiste de Jacques Otmezguine : François Touraine
- 2025 : Leva lite de Fanny Ovesen : Lucas

### Télévision

#### Séries télévisées
- 2017 : Joséphine, ange gardien : Anthony Destrade (saison 17, épisode 5 : tes qi toi ?)
- 2022-2025 : Marie-Antoinette : Chartres
- 2023 : The Crown : Guy Pelly
- 2023 : Bardot : Jacques Charrier
- 2024 : Mister Spade : Henri Thibaut
- 2025 : La Rebelle : Les Aventures de la jeune George Sand : Alfred de Musset